# Light It Up (canción de Major Lazer y Nyla)
Light It Up es una canción del grupo estadounidense de música electrónica Major Lazer, en colaboración con la cantante jamaiquina Nyla perteneciente al álbum de estudio Peace Is the Mission (2015). Fue lanzada en noviembre de 2015. Un remix en colaboración con Fuse ODG fue lanzada como sencillo en febrero de 2016 que fue incluida en la reedición extendida del álbum.

## Historial de lanzamientos
| País           | Fecha                  | Formato          | Discográfica | Notas              |
| -------------- | ---------------------- | ---------------- | ------------ | ------------------ |
| Alemania       | 5 de noviembre de 2015 | Descarga digital | Mad Decent   | Versión remezclada |
| Reino Unido    | 6 de noviembre de 2015 | Descarga digital | Mad Decent   | Versión remezclada |
| Estados Unidos | 6 de noviembre de 2015 | Descarga digital | Mad Decent   | Versión remezclada |